# 中島孝夫
中島 孝夫（なかじま たかお、1938年（昭和13年）7月7日 - ）は、日本の官僚。元会計検査院事務総長。

## 略歴
- 都立日比谷高校卒業
- 1963年（昭和38年）3月：東京大学法学部卒業
- 1963年（昭和38年）4月：会計検査院採用
- 1979年（昭和54年）7月：会計検査院事務総局第一局上席調査官
- 会計検査院事務総長官房法規課長
- 1991年（平成3年）7月：会計検査院事務総局第五局長
- 会計検査院事務総局次長
- 1996年（平成8年）6月：会計検査院事務総長
- 1998年（平成10年）6月：会計検査院顧問
- 1998年（平成10年）6月：株式会社北野組顧問
- 2000年（平成12年）6月：NTT株式会社常勤監査役
- 2007年（平成19年）6月：大成建設株式会社監査役

| スタブアイコン | サブスタブ | この項目は、まだ閲覧者の調べものの参照としては役立たない、人物に関連した書きかけの項目です。この項目を加筆・訂正などしてくださる協力者を求めています（P:人物伝/PJ:人物伝）。 |